# 가이우스 아비디우스 니그리누스
가이우스 아비디우스 니그리누스 (Gaius Avidius Nigrinus, 서기 118년 사망)는 1세기에서 2세기에 활동했던 로마의 원로원 의원이다. 니그리누스는 110년 4월에서 6월까지 눈디니움 기간 티베리우스 율리우스 아퀼라 폴레마이아누스를 동료 집정관으로 둔 보좌 집정관으로 있었다.

## 가계
니그리누스의 선조들은 고위 정치 계급의 로마인들이었다. 그는 선대 가이우스 아비디우스 니그리누스의 아들이었고, 그의 숙부는 집정관을 지냈던 티투스 아비디우스 퀴에투스이었다. 니그리누스의 가문은 그가 태어나고 자란 파벤티아 (오늘날 이탈리아 파엔차)의 부유하고 저명했으며, 정치적으로도 연줄이 있었다. 니그리누스와 그의 가문은 37년에 집정관을 지낸 가이우스 페트로니우스 폰티우스 니그리누스와 인척이었을 수도 있다.
그의 가문은 그리스와 깊은 관계를 띠고 있었다. 니그리누스의 아버지는 남계상 숙부이던 도미티아누스 황제 집권기 (81년-96년) 동안 아카이아의 프로콘술로 활동했었다. 그의 가문은 소 플리니우스 및 플루타르코스와 절친한 사이였으며, 플루타르코스의 경우 선대 니그리누스와 퀴에투스에게 '형제애에 대하여'를 헌정하기도 했다.

## 생애
니그리누스의 알려진 가장 초기 직위는 105년의 호민관직이다. 로널드 사임은 소 플리니우스가 바레누스 루푸스의 비티니아 폰투스 관리 당시 부패를 시사하는 연설로 극찬했던 니그리누스라고 바로 그라는 가능성을 제기했다. 니그리누스는 이후 아카이아의 프로콘술직 총독이 되었으며 이 시기는 명확하지 않고, 임명 사유는 재정적 문제를 겪던 속주의 운영을 확인하고 안정시키기 위한 트라야누스의 시도이었을 것이다.
니그리누스는 트라야누스 황제의 신임받는 부관이었다. 집정관을 수행하던 해에, 트라야누스는 경계 분쟁을 해결 중이던 미래의 역사가 아리아누스를 돕기 위해 자문 의원으로서 니그리누스를 그리스 델포이로 보냈다. 이 사건은 델포이에 기록되어 있으며, 그리스어와 라틴어로 니그리누스에게 헌정된 비문들이 델포이에 남아 있다.
집정관을 마친 뒤, 니그리누스는 다키아 속주의 총독으로 임명되어 113년부터 사망할 때까지 수행했다.
117년, 트라야누스가 죽고 그의 부계 육촌인 하드리아누스가 황제 자리를 물려받았다. 118년 여름, 니그리누스는 원로원의 명에 따라 파벤티아에서 처형당했다. '히스토리아 아우구스타'에 따르면 니그리누스는 하드리아누스가 의식을 치르는 동안 그를 살해 공모를 했던 원로원 의원 네 명 중 한 명이었다고 하며, 하드리아누스는 니그리누스를 후계자로 삼았었다는 점을 덧붙였다. 나머지 세 의원들은 아울루스 코르넬리우스 팔마, 루키우스 푸블리우스 켈수스, 루시우스 퀴에투스이었다. 하드리아누스가 니그리누스의 과거 지위 및 트라야누스와의 관계 등을 고려하여 그를 잠재적 위협으로 보았을 가능성도 있다. 앤서니 벌리는 하드리아누스가 이 행동에 대한 양심의 가책을 느껴, 그가 왜 니그리누스의 사위인 케이오니우스 콤모두스 (후대에 마르쿠스 아우렐리우스를 입양하고 루키우스 아일리우스라는 이름을 지어줌)를 입양했는가를 설명한다는 주장을 언급했다. 하지만, 벌리는 또한 하드리아누스가 다른 후계자 지망생들을 화나게 만들고자 하는 욕심인 '단순한 심술궂음' 때문에 코무두스를 입양했다고도 주한다.

## 가족
니그리누스는 아내가 두 명이 있던 것으로 알려져 있다. 첫 번째 아내의 이름은 알려져 있지 않으며, 이들 사이에서 태어난 딸 아비디아는 케이오니우스 콤모두스와 혼인을 하였고 이 둘 사이에서 아들을 한 명 두게 되는데 그가 바로 장차 마르쿠스 아우렐리우스와 공동 황제에 오르는 루키우스 베루스이다. 두 번째 부인은 플라우티아이며 이전에 루키우스 케이오니우스 콤모두스 (106년 직권집정관)와 혼인한 바 있으며, 니그리누스 사후에는 섹스투스 베툴레누스 키비카와 재혼했다. 플라우티아와 니그리누스 사이에서는 아비디아 플라우티아라는 딸이 있었으며 이 딸에게는 자식 둘이 있었는데 루키우스 티티우스 플라우티우스 아퀼리누스 (162년 직권 집정관)와 플라우티우스 퀸틸루스 (159년 직권 집정관)이다.

## 참고 문헌
- Matthew Bunson, A dictionary of the Roman Empire 1995
- C. Konrad, Plutarch's Sertorius: A Historical Commentary Chapel Hill: University of North Carolina Press, 1994
- Alan K. Bowman, Peter Garnsey, Dominic Rathbone, The Cambridge ancient history, Volume 11, 2nd Edition 2000
- Anthony Richard Birley, The Roman Government of Britain Oxford, 2005
- Anthony R. Birley, "Hadrian and Greek Senators", Zeitschrift für Papyrologie und Epigraphik, 116 (1997), pp. 209–245
- http://penelope.uchicago.edu/Thayer/E/Roman/Texts/Historia_Augusta/Aelius*.html#2.8
- http://penelope.uchicago.edu/Thayer/E/Roman/Texts/Historia_Augusta/Lucius_Verus*.html

| 공직 | 공직                                                                         | 공직 |
| --- | ---------------------------------------------------------------------------- | --- |
| 이전 마르쿠스 페두카이우스 프리스키누스, 세르비우스 코르넬리우스 스키피오 살비디에누스 오르피투스 (직권 집정관) | 로마 제국의 보좌 집정관 110년 with 티베리우스 율리우스 아퀼라 폴레마이아누스 | 이후 루키우스 카틸리우스 세베루스 율리아누스 클라우디우스 레기누스, 가이우스 에루키아누스 실로 (보좌 집정관) |